# El Pacayal
El Pacayal es una localidad del estado mexicano de Chiapas. Es parte del municipio de Amatenango de la Frontera.

## Demografía
| Gráfica de evolución demográfica |
|                                  |

| Censo | Población |
| ----- | --------- |
| 1910  | 271       |
| 1921  | 1441      |
| 1930  | 1 085     |
| 1940  | 1 189     |
| 1950  | 1 933     |
| 1960  | 2 970     |
| 1970  | 1 495     |
| 1980  | 1 879     |
| 1990  | 2 899     |
| 2000  | 2 851     |
| 2010  | 3 045     |
| 2020  | 3 261     |